# Botyodes patulalis
Botyodes patulalis là một loài bướm đêm trong họ Crambidae.